# 圣米歇尔德沙约勒
圣米歇尔德沙约勒（法語：Saint-Michel-de-Chaillol，法語發音：[sɛ̃ miʃɛl də ʃajɔl]）是法国上阿尔卑斯省的一个市镇，属于加普区。

## 地理
圣米歇尔德沙约勒（44°40'56"N, 6°10'3"E）面积16.78 平方千米，位于法国普罗旺斯-阿尔卑斯-蓝色海岸大区上阿尔卑斯省，该省份为法国东南部内陆省份，北起萨瓦省，西北接伊泽尔省，西南接德龙省，南至上普罗旺斯阿尔卑斯省，东北部与意大利接壤。
与圣米歇尔德沙约勒接壤的市镇（或旧市镇、城区）包括：比萨尔、沙博特、尚波莱翁、尚普索地区拉莫特、圣让-圣尼古拉、尚普索地区圣瑞利安、尚索尔地区圣博内。

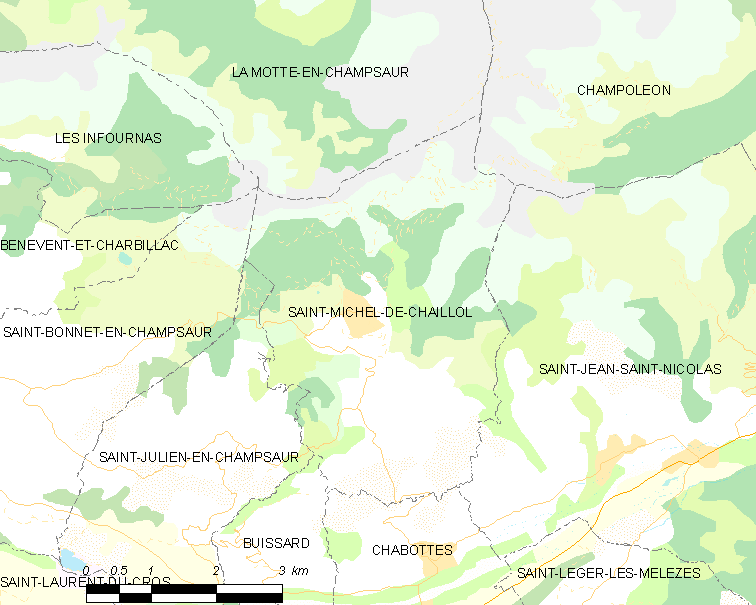
圣米歇尔德沙约勒的OSM定位图

圣米歇尔德沙约勒的时区为UTC+01:00、UTC+02:00（夏令时）。

## 行政
圣米歇尔德沙约勒的邮政编码为05260，INSEE市镇编码为05153。

## 政治
圣米歇尔德沙约勒所属的省级选区为圣博内昂尚索尔县。

## 人口

1962-2008年间圣米歇尔德沙约勒人口变化图示

圣米歇尔德沙约勒于2022年1月1日时的人口数量为367人。